# Liselotte Günniker
Liselotte Günniker (* 1. Mai 1954 in Bochum) ist eine deutsche Juristin.

## Leben
Nach dem mit dem Zweiten Staatsexamen abgeschlossenen Referendariat im Bezirk des Oberlandesgerichts Hamm war Günniker zunächst als wissenschaftliche Mitarbeiterin am Kommunalwissenschaftlichen Institut der Westfälischen Wilhelms-Universität Münster tätig. Auch arbeitete sie als Rechtsanwältin. 1989 trat sie ihre erste Stelle in der Sozialgerichtsbarkeit an. Erste Stationen waren das Sozialgericht Oldenburg und das Sozialgericht Hannover. Im April 1992 folgte die Ernennung zur Richterin am Landessozialgericht. Ab März 2002 war sie Vorsitzende Richterin am Landessozialgericht Niedersachsen-Bremen. Dem Niedersächsischen Dienstgerichthof für Richter gehört sie seit Januar 2003 als ständiges Mitglied an. Mit Ernennungsurkunde vom 1. Juni 2005 wurde Günniker zum 1. September 2005 zur Richterin am Bundessozialgericht bestellt, wo sie dem Fünften und Achten Senat angehörte. Am 31. Dezember 2019 ist sie aus dem Bundessozialgericht ausgeschieden.
Günniker ist Mitautorin eines Kommentars für Vertragsarztrecht.

## Quelle
- Neue Richterin am Bundessozialgericht Dr. Liselotte Günniker, juris vom 1. September 2005